# 陈金声

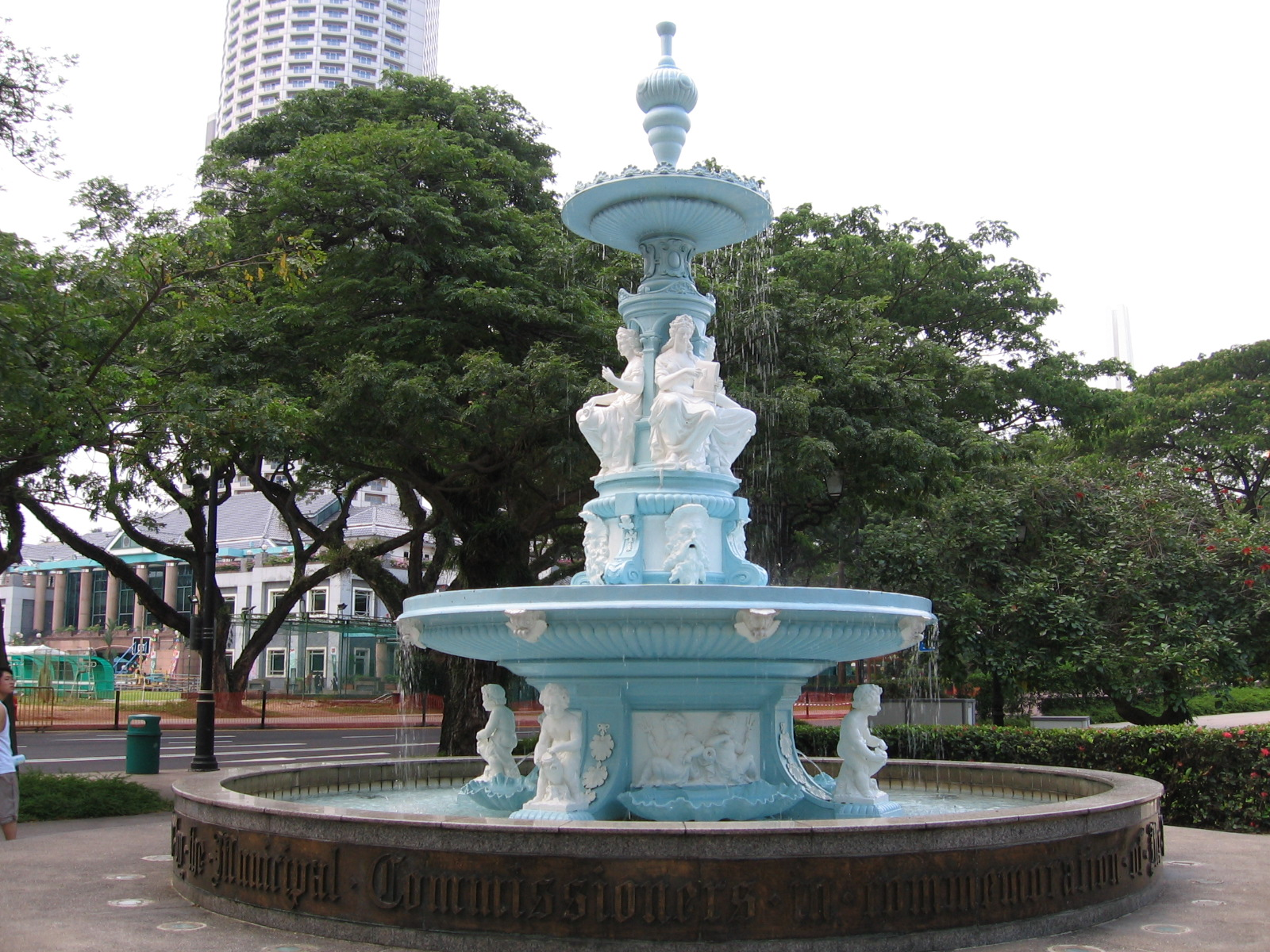
海滨公园 (新加坡)的陳金聲噴泉塔是新加坡政府建设，以纪念陈金声对新加坡首个供水系统的贡献。

陈金声（英語：Tan Kim Seng；白話字：Tân Kim-seng；1805年—1864年），新加坡华人富商。

## 生平
陈金声，号巨川，祖籍福建永春丰山兜，清嘉庆十年丙寅十月初九日辰时（1806年11月18日）出生于马来亚的马六甲。其祖父陈臣留 为新加坡开拓者之一。陈臣留在1757年从福建永春南下马六甲创立丰兴。后在当地娶了中国出生的姚淑慎。父亲陈瑞布生于马六甲幼年回中国读书，和蔡八娘结婚。父亲陈臣留去世后回到马六甲继承家业，另娶中国出生的吴侃娘（1784-1858）为妻。
陈金声的父亲除继承祖业经营农垦外，还开设来兴号店铺兼营商业，家境虽然不算富裕，但他秉承中国人的传统观念，“万般皆下品，惟有读书高”，很重视孩子的教育，让陈金声到私塾就学。由于从小就在优越的教育环境中成长，陈金声自小便能够掌握中、英、马来三语，而这种语言上的优势更成为他商业成功的关键因素。
1819年，陈金声从马六甲到新加坡，起初开办金声公司，后来业务逐渐扩大，购置“丰兴号”轮船，开展海外贸易。数年后，他又在马六甲和上海开设分公司，从此富甲星洲，成为新加坡华侨福建帮的领袖。积资不下二百万元，在新加坡称为首富 （页面存档备份，存于） 。他在1864年以58岁世寿离世时，已经是新加坡和马六甲最有钱的华商。
1844年，与陈笃生合作创办陈笃生医院。1850年，受封太平局绅士。
他是最早在新加坡兴学办中文教育的先驱人物。1849年陈金声和本地11名海峡华人 （页面存档备份，存于） 侨领创办“崇文阁 （页面存档备份，存于）”（在直落亚逸街天福宫的左殿）是新加坡首所华文学塾。1854年，陈金声认为建在天福宫旁的第一所义学堂崇文阁（1849）依附于寺庙，有碍发展，于是捐献1710元购置地皮，加上其他土生华人侨领11人合捐的6345元及其他124人士的3900元 （页面存档备份，存于） ，建立了萃英书院 （页面存档备份，存于）。
1857年，任新加坡税务局秘书。1864年，任陪审员。
陈金声独资建造新加坡河上游的金声桥 （于1862年建成 （页面存档备份，存于））及马六甲陈金声桥 （页面存档备份，存于），铺设金声路。
陈金声以慈善为怀，力倡创设自来水，慷慨捐出巨资1.3万元(合现在的数千万新元)，敦促英政府兴建麦里兰自来水库，由武吉智马河引水至新加坡市区。1882年，政府为纪念他的功绩，特在红灯码头建立了陈金声纪念喷泉，后来那里兴建邮政局的浮尔顿大厦，1905年喷泉被搬到Battery路，之后在1925年又被搬到近伊丽莎白女王步道（Queen Elizabeth Walk）位于海滨公园的绿地上。
他在新加坡拥有不少房地产，在直落亚逸街有房产，在菲立街、嘉宾达街等地段均有置业。这些黄金地段的房产，其子女都分得部分产权。《遗嘱附录》亦强调后世子孙如果放弃华人礼俗信仰而改信其他宗教，则无权继承遗产。